# Stereo Total
Stereo Total és un grup musical berlinès format per la francesa Françoise Cactus (nascuda Françoise Van Hove) i l'alemany Brezel Göring (també conegut com a Friedrich von Finsterwalde, nascut Friedrich Ziegler). Altres membres que han format part d'aquest projecte són Angie Reed, San Reimo, Iznogoud (anomenat com el personatge d'un còmic francès creat per Jean Tabary i René Goscinny) i Lesley Campbell.

## Biografia
Es van formar l'any 1991, i segueixen en actiu, bé que avui en dia en forma de duet, i ambdós membres tenen projectes musicals en solitari, i en el cas de Cactus, també en el camp de les arts plàstiques i la literatura.
La seva música, tot i que difícil de definir, llevat de la seva sincera manca de pretensions, es podria descriure com una barreja eclèctica i còmica (o paròdica) de gèneres electrònics i música pop amb un toc punk, afegint-hi lletres absurdes i amb una clara vocació kitsch, o com dirien ells mateixos "40% chanson, 20% rock and roll, 10% punk rock, 3% seqüenciador DAF, 4% Jacques Dutronc-Rhythmique, 7% Brigitte Bardot i Serge Gainsbourg, 1,5% cosmonauta, 10% sintetitzadors veritablement vells, 10% Amiga-sampling de 8 bits, 10% amplificador de transistors, 1% instruments molt cars i avançats".
Deixant de banda les seves creacions originals, algunes de les seves cançons són reinterpretacions de composicions pop, rock o soul ja existents. Seguint aquesta línia, varen fer una versió pop del conegut tema electro rap "Push it", de Salt-N-Pepa. Stereo Total són un conjunt veritablement poliglot, ja que canten habitualment en alemany, francès i anglès, i fins i tot en altres llengües com el japonès o el turc.
Durant l'any 2002 han estat teloners del grup garage novaiorquès The Strokes, el qual els va donar a conèixer als Estats Units. L'estiu del mateix any van ser convidats al festival de l'orgull gai a Islàndia. La companyia Sony va fer servir una de les seves cançons, "I love you, Ono", extreta del seu àlbum "Total Pop", per l'anunci de la Handycam a la televisió europea durant el mes de juny de 2005. De manera similar, a Suècia, la companyia de telecomunicacions 3 va fer servir "L'Amour à trois", versió en francès de la seva cançó en llengua alemanya "Liebe zu Dritt", en una de les seves campanyes publicitàries durant la tardor de 2005.

## Discografia
- 1995 - Oh Ah!
- 1997 - Monokini
- 1998 - Juke-box Alarm
- 1999 - My Melody
- 2001 - Musique Automatique
- 2002 - Total Pop (recopilatori)
- 2005 - Do the Bambi
- 2006 - Discotheque (disc remix)
- 2007 - Party anticonformiste - The Bungalow Years
- 2007 - Paris-Berlin
- 2009 - No controles (versions en castellà)
- 2010 - Baby Ouh!